# Nationalpark De Maasduinen
Der Nationalpark De Maasduinen (deutsch Nationalpark Die Maasdünen; niederländisch Nationaal Park De Maasduinen, vormals Nationaal Park De Hamert) ist einer von derzeit (Stand 2019) 21 Nationalparks in den europäischen Niederlanden.

## Lage
Der Park liegt im Südosten des Landes im nördlichsten Teil der Provinz Limburg.
Er wird im Westen begrenzt von der Maas und der niederländischen Provinzstraße (Provinciale weg) 271, im Norden von der A 77, die in Deutschland in die A 57 übergeht. Im Osten grenzt der Nationalpark an zwei Stellen unmittelbar an Deutschland, wobei einige Flächen im Osten nahe der deutschen Grenze bewohnt sind bzw. landwirtschaftlich genutzt werden und daher nicht zum Park gehören. Im Süden wird er durch die Gemarkung der Ortschaft Arcen begrenzt, die heute ein Stadtteil von Venlo ist. Seine Längsausdehnung von Nordwesten nach Südosten beträgt etwa 23 Kilometer bei einer durchschnittlichen Breite von 2 bis 4 Kilometer, während er an seiner schmalsten Stelle bei Afferden lediglich gut hundert Meter breit ist. Die Fläche des Nationalparks in seiner heutigen Größe umfasst etwa 4500 ha (45 km²) und liegt im Wesentlichen auf dem Gebiet der Gemeinde Bergen (Limburg) sowie zu einem deutlich kleineren Teil in der Gemarkung von Gennep.

## Historie
Die Region wurde während der Weichsel-Kaltzeit und danach von den Flüssen Maas und Rhein geprägt, die mehrfach ihr Bett änderten und hierbei Sedimente wie Schwebstoffe, Kies und Sand ablagerten.
Von einer Besiedlung bereits in vorchristlicher Zeit zeugen einige Funde wie Pfeil- und Speerspitzen und Beile sowie Gräberfelder und Grabhügel, von denen das Vorstengraf (Fürstengrab) der bedeutendste ist. Eine archäologische Grabung hat in diesem Grab bisher nicht stattgefunden.
Im Jahr 1996 wurde der Nationalpark De Hamert, der nach dem gleichnamigen Naturgebiet benannt wurde, gegründet. Zwei Jahre später (1998) wurde der Nationalpark Richtung Norden hin um mehr als das Doppelte seiner ursprünglichen Fläche auf etwa 42 km² erweitert und führt seitdem den Namen De Maasduinen. Durch weitere danach erfolgte Gebietszuwächse besitzt er heute eine Fläche von ca. 45 km².
Das Gebiet befindet sich überwiegend in Eigentum und Verwaltung der Gemeinde Bergen, der privaten Stiftung Het Limburgs Landschap, der staatlichen Forstverwaltung Staatsbosbeheer und im Privatbesitz.

## Landschaftsformen und Naturräume

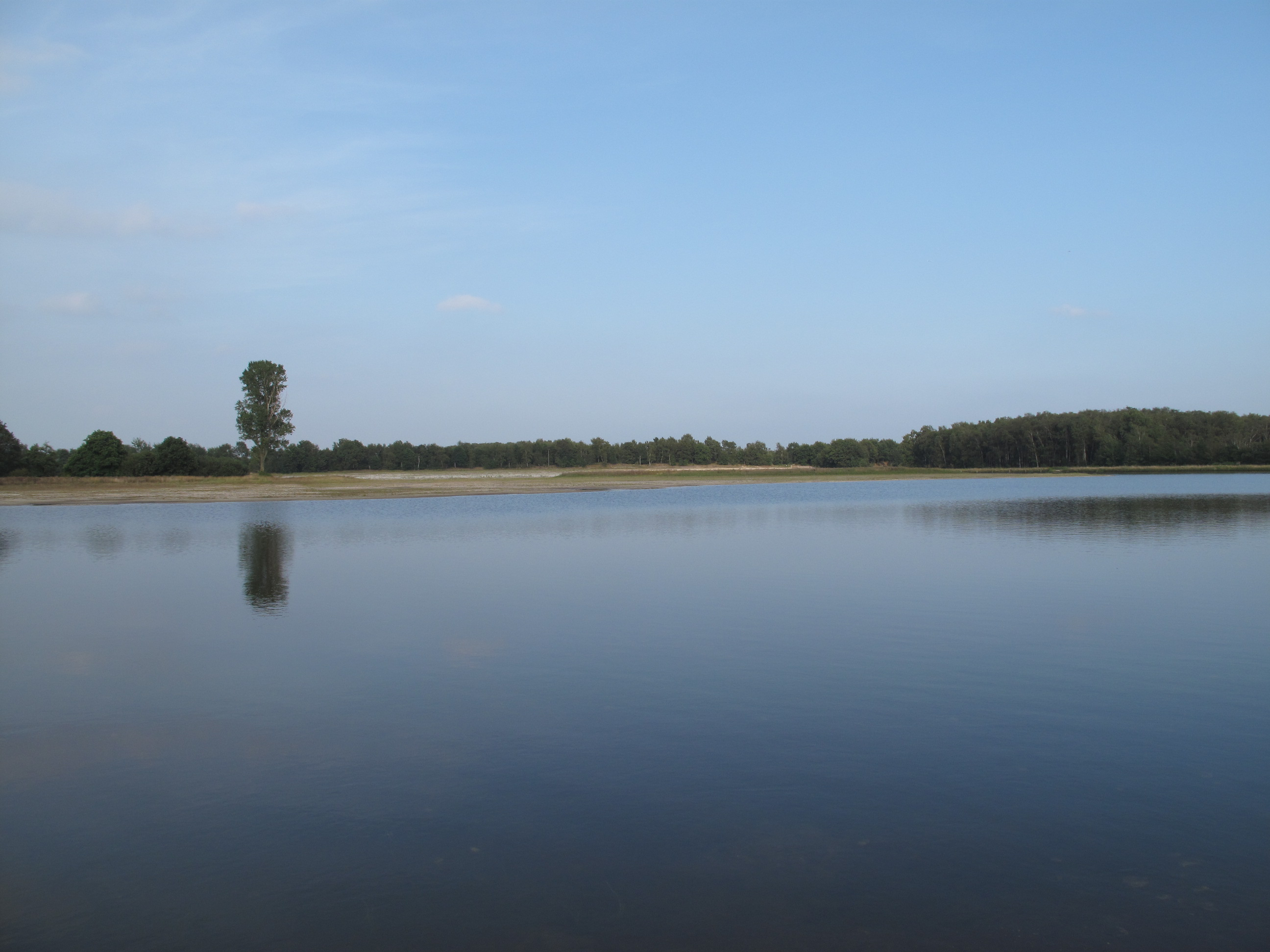
Reindersmeer im Nationalpark

Der Nationalpark umfasst unterschiedliche Naturräume und Landschaftsformen und ist einer der diversifiziertesten in den Niederlanden.
An dem kurzen Uferstreifen, an dem der Park unmittelbar an die Maas grenzt, befinden sich noch einige Feuchtwiesen. Weiter östlich auf bereits sandigem Untergrund gibt es einige kleinere Parzellen mit Trocken- oder Magerrasen. Östlich hiervon erstreckt sich als Hauptbestandteil des geschützten Gebietes eine Zone aus Sichel- und Paraboldünen sowie aus Moorflächen. Der Fluss- bzw. Binnendünengürtel, der aus dem Flugsand der Flussablagerungen gebildet wurde, ist einer der bedeutendsten und der längste in den Niederlanden. Diese Flächen wurden teilweise Ende des 19. Jahrhunderts oder zu Beginn des 20. Jahrhunderts zur Befestigung mit Nadelgehölzen bepflanzt oder besitzen die typischen Vegetationsformen von Heidelandschaften oder Moorgebieten. Sowohl insbesondere im Westen wie im östlichen Rand gibt es Weide- und Wiesenflächen, die von der landwirtschaftlichen Nutzung ausgenommen sind.
Als wichtigste Fließgewässer sind die Maas und mit ganz deutlichem Abstand daneben der Nierskanal zu nennen.
Das größte stehende Gewässer ist das Reindersmeer, ein durch den Abbau von Sand und Kies in den Jahren 1971–2001 entstandener Baggersee, der für Freizeitaktivitäten nicht genutzt werden darf und seiner natürlichen Weiterentwicklung überlassen ist. Es ist mittels eines kleinen – nicht schiffbaren – Kanals mit dem Leukermeer, einem weiteren heute touristisch erschlossenen Baggersee unmittelbar außerhalb des Nationalparks und im weiteren Verlauf mit der Maas verbunden. Weitere, deutlich kleinere Gewässer, sind aus ehemaligen Torfstichen entstanden.

## Natur

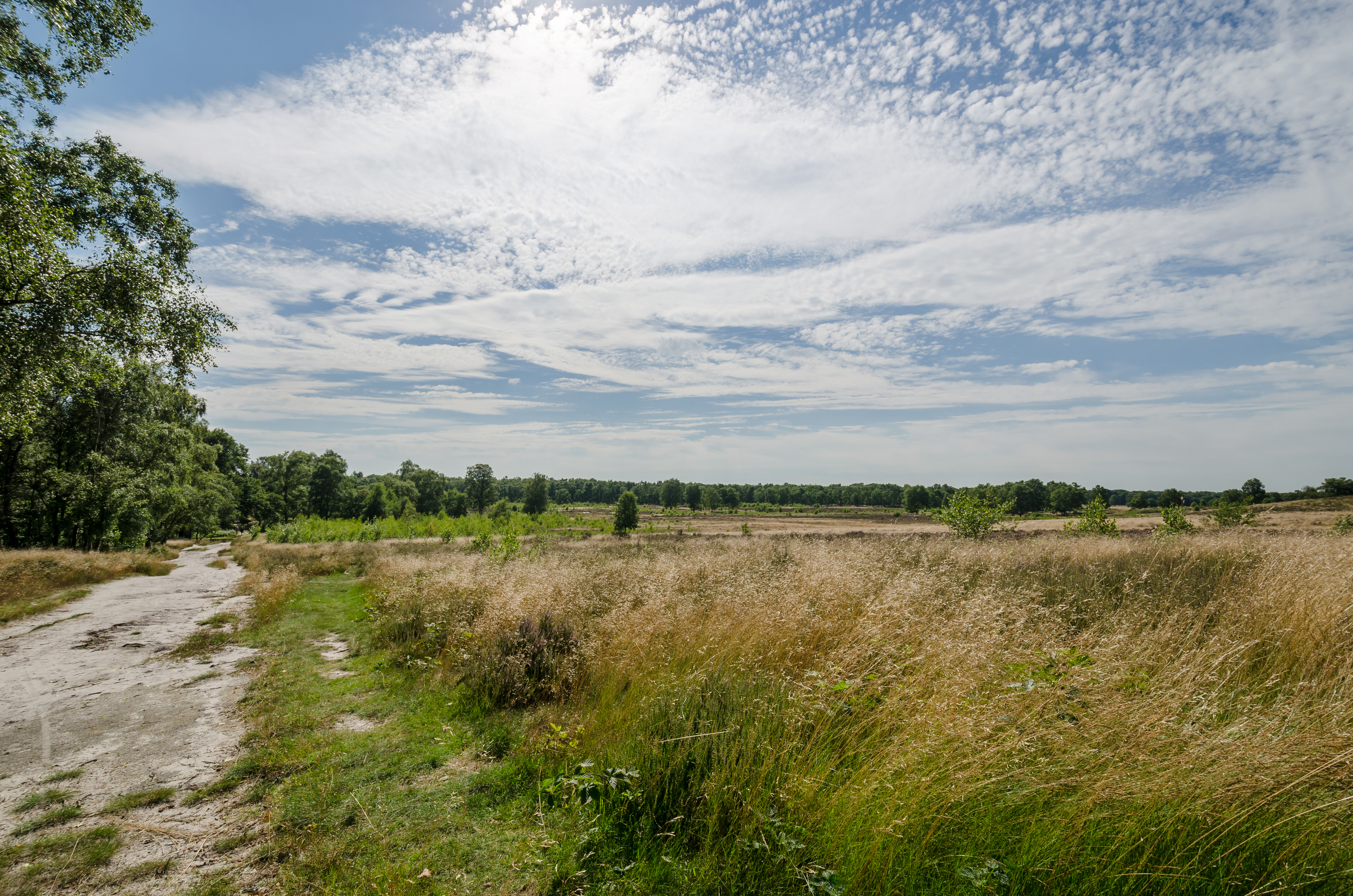
Maasduinen

### Flora und Fauna
Je nach naturräumlichen Umweltbedingungen sind diverse Pflanzen- und Tierarten anzutreffen.
So sind beispielsweise die Sumpfdotterblume (Caltha palustris), Herbstzeitlose (Colchicum autumnale) und die Flatterbinse (Juncus effusus) in den eher feuchten Regionen aufzufinden, während in den sand- und dünengeprägten Bereichen u. a. Sand-Seggen (Carex arenaria), Waldkiefer (Pinus sylvestris), Stiel- (Quercus robur) und Traubeneiche (Quercus petraea) vorkommen und sich in den Heide- und Moorgebieten beispielsweise Besenheide (Calluna vulgaris), Gagelstrauch (Myrica gale) oder Blaues Pfeifengras (Molinia caerulea) wiederfinden sowie der Lungen-Enzian (Gentiana pneumonanthe), der gelegentlich auch auf den Feuchtwiesen wächst.
Neben zahlreichen weiteren im Nationalpark vorkommenden Tierarten seien hier nur einige exemplarisch aufgeführt.
An Reptilien und Amphibien sind u. a. die Glattnatter (Coronella austriaca), die Blindschleiche (Anguis fragilis), die Zauneidechse (Lacerta agilis), die Waldeidechse (Zootoca vivipara), die Kreuzkröte (Epidalea calamita) und die Knoblauchkröte (Pelobates fuscus) zu nennen.
In der Avifauna kommen neben anderen Arten Ziegenmelker (Caprimulgus europaeus), Baumfalke (Falco subbuteo), Bussard (Buteo buteo), Goldammer (Emberiza citrinella), Rohrweihe (Circus aeruginosus) auch Bunt- (Dendrocopos major), Grün- (Picus viridis) und Schwarzspecht (Dryocopus martius) sowie der auch hier seltene Eisvogel (Alcedo atthis) vor. Der Kranich (Grus grus) findet sich im Logo des Parks wieder.
An Säugetieren finden sich etliche zur Familie der Marder (Mustelidae) gehörende Arten sowie neben weiteren auch Biber (Castor fiber), Rotfuchs (Vulpes vulpes) und Reh (Capreolus capreolus) oder die Fledermausarten Zwergfledermaus (Pipistrellus pipistrellus) und Braunes Langohr (Plecotus auritus).
Bei den Insekten kann man etliche in den Niederlanden heute seltene Libellen- und Schmetterlingsarten antreffen.

### Eingriffe in die natürliche Entwicklung
Obwohl das Gebiet als Nationalpark klassifiziert ist, erfolgen weiterhin (mehr oder weniger unvermeidbare) Regulierungsmaßnahmen bzw. Eingriffe in den Naturhaushalt. So werden beispielsweise die vorhandenen Nadelbaumbestände zumindest teilweise sukzessive durch Laubbäume ersetzt. Wiesen-, Weide- und Heideflächen werden von Schafen, Ziegen und (Galloway-)Rindern beweidet und Heideflächen werden gemäht oder abgeplaggt, um eine fortschreitende Verbuschung dieser Naturräume zu verhindern. In den Moorgebieten wird angestrebt, dass sich der heute bestehende Nährstoffhaushalt nicht grundlegend verschiebt.

## Tourismus
Für Besucher des Nationalparks wurden mittlerweile drei Empfangsstellen errichtet, die alle im Westen des Parkgeländes nahe der Provinzstraße 271 gelegen sind:
- Im Norden befindet sich nahe der Ortschaft Afferden das „Aktivitätenzentrum De Zevenboom“.
- Im mittleren Teil liegt das zuletzt erbaute „Besucherzentrum De Maasduinen“ zwischen den Orten Well und Nieuw Bergen.
- Am südlichen Rand etwa auf halber Strecke zwischen Wellerlooi und Arcen ist die „Empfangsstelle Jachthut op den Hamer“ gelegen.

Alle drei Empfangsstellen verfügen über Parkplätze und sind fußläufig von nahegelegenen Bushaltestellen erreichbar.
Während im „Aktivitätenzentrum De Zevenboom“ Schulprojekte und Aktivitäten für angemeldete Teilnehmer angeboten werden, verfügen die beiden anderen Zugangsstellen über eine touristische Infrastruktur mit Restauration und Sanitäreinrichtungen.
Von hier ist das Nationalparkgelände mittels etlicher beschilderter Wanderwege, von denen einige auch speziell für Elektrorollstühle angelegt wurden, sowie ausgewiesenen Radwegen, Mountainbikerouten und Reitwegen erschlossen.